# Embarcadero West
Embarcadero West je mrakodrap v centru kalifornského města San Francisco. Má 34 pater a výšku 123 metrů. Je to poslední postavená budova komplexu Embarcadero Center. Byl dokončen v roce 1989 a za designem budovy stojí firma John Portman & Associates. V budově se nachází převážně kancelářské prostory.